# Maison des Marmousets
La maison des Marmousets est une maison française du XVIe siècle située à Ploërmel, dans le département du Morbihan (Bretagne).

## Situation

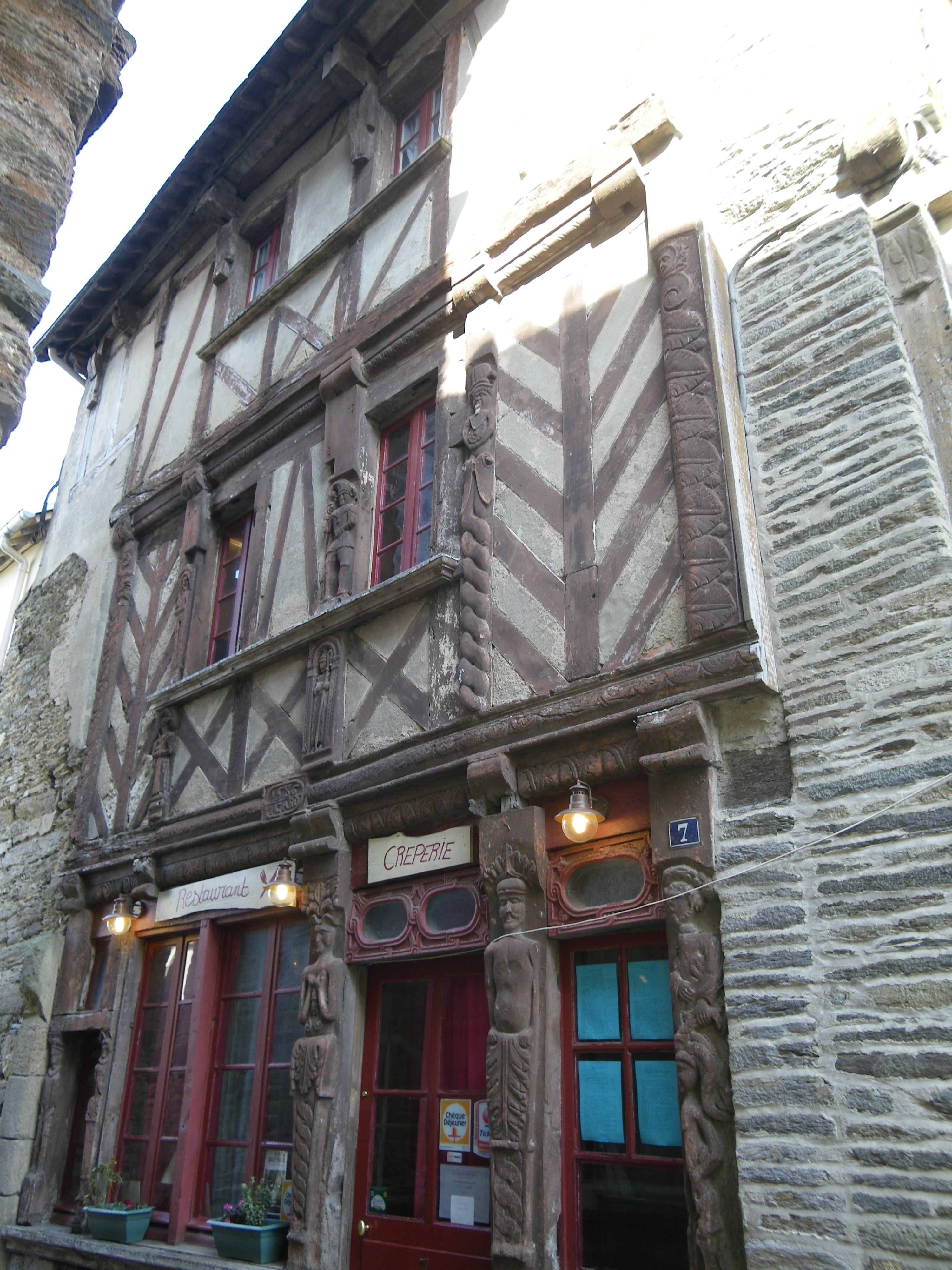
Façade sur la rue Beaumanoir.

L'hôtel est situé au no 7 de la rue Beaumanoir.

## Histoire
La maison est construite en 1586 pour Jean Caro.
La maison est classée au titre des monuments historiques par arrêté du 12 avril 1927.
La maison devient une crêperie au début du XXIe siècle. Elle bénéficie d'une campagne de restauration en 2017-2018.

## Architecture
La façade de la maison est bâtie en pans de bois, selon le style Renaissance de l'époque.
Elle est décorée de nombreuses sculptures de personnages, qui donnent son surnom de « marmousets » à la maison : personnages sortant de gaines sur les montants du rez-de-chaussée, personnage entier et deux personnages superposés de chaque côté de l'entrée, petits personnages sur les montants du premier étage. Hors ces personnages, l'ensemble des pièces de bois sont sculptées : modillons, consoles, sablières, traverses portent oves, rais, cœurs et feuilles d'acanthe.

Détail des sculptures en façade
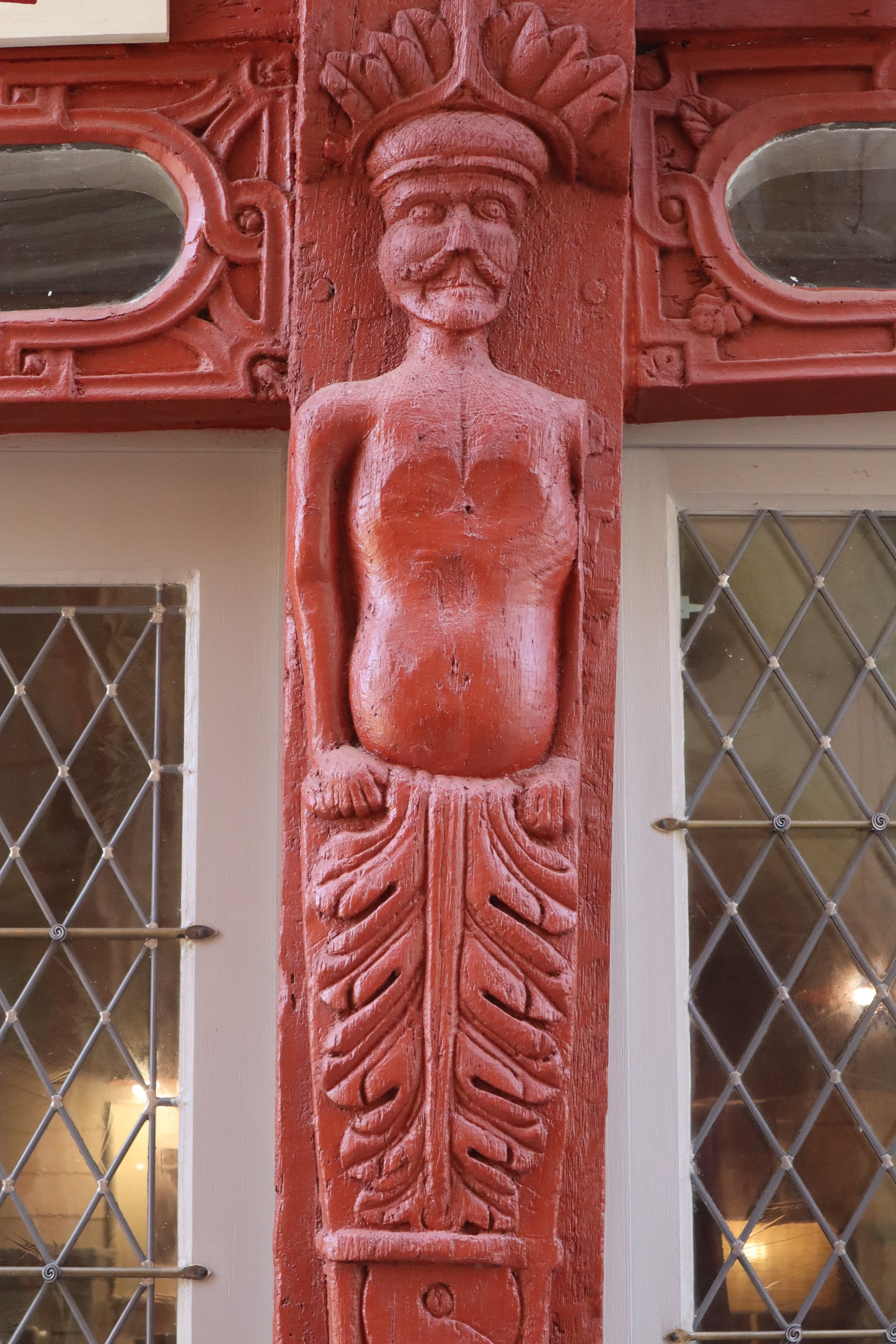
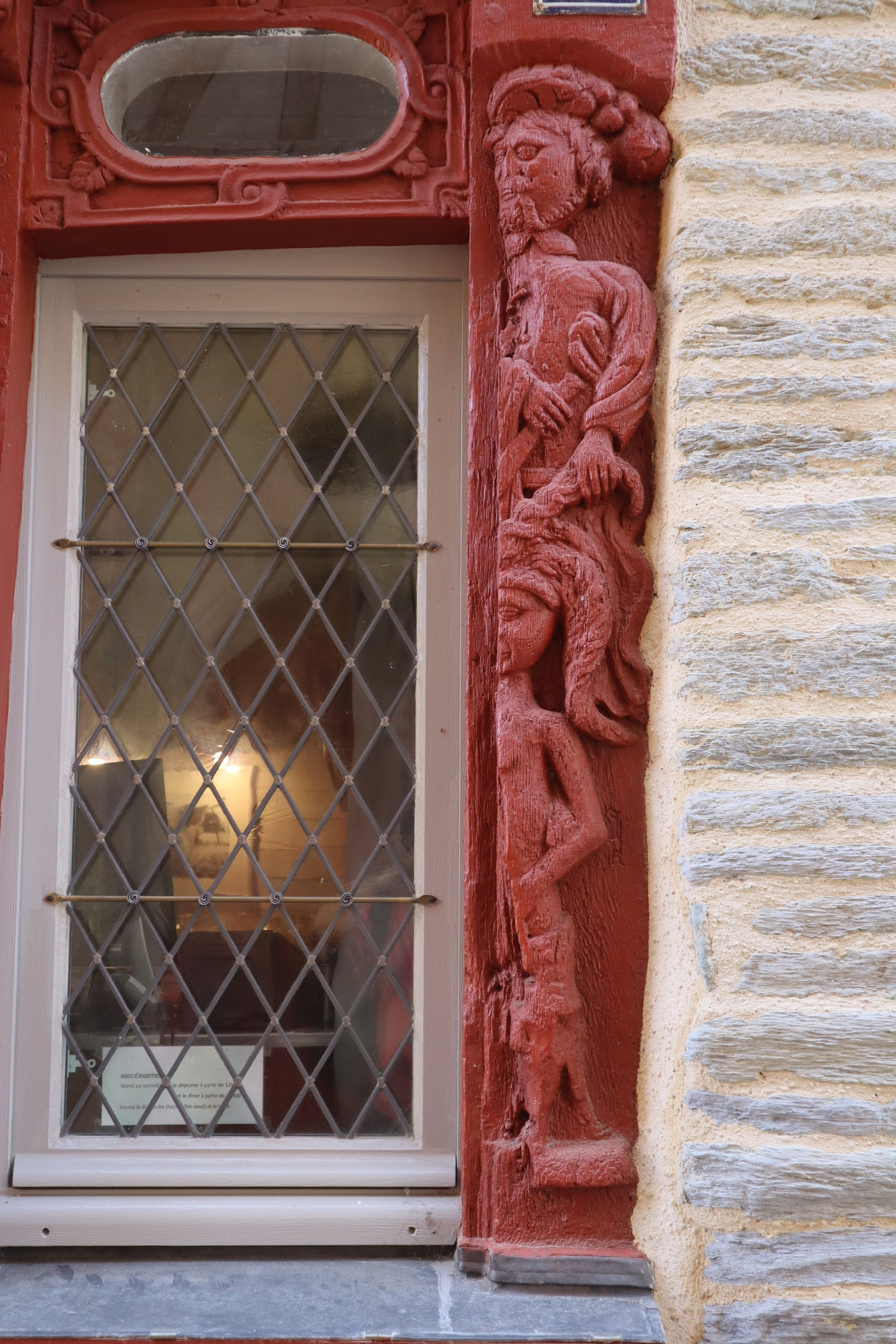
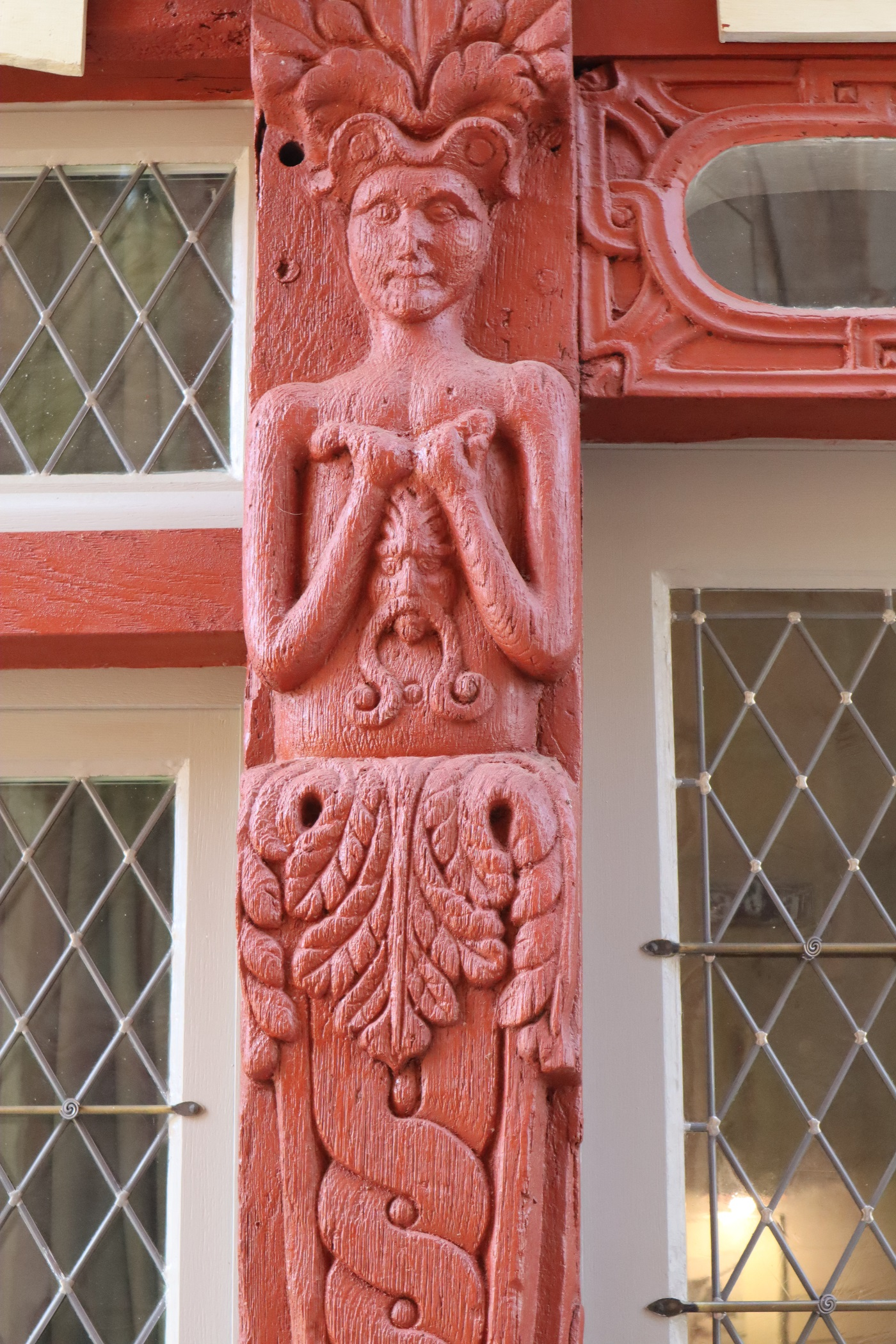
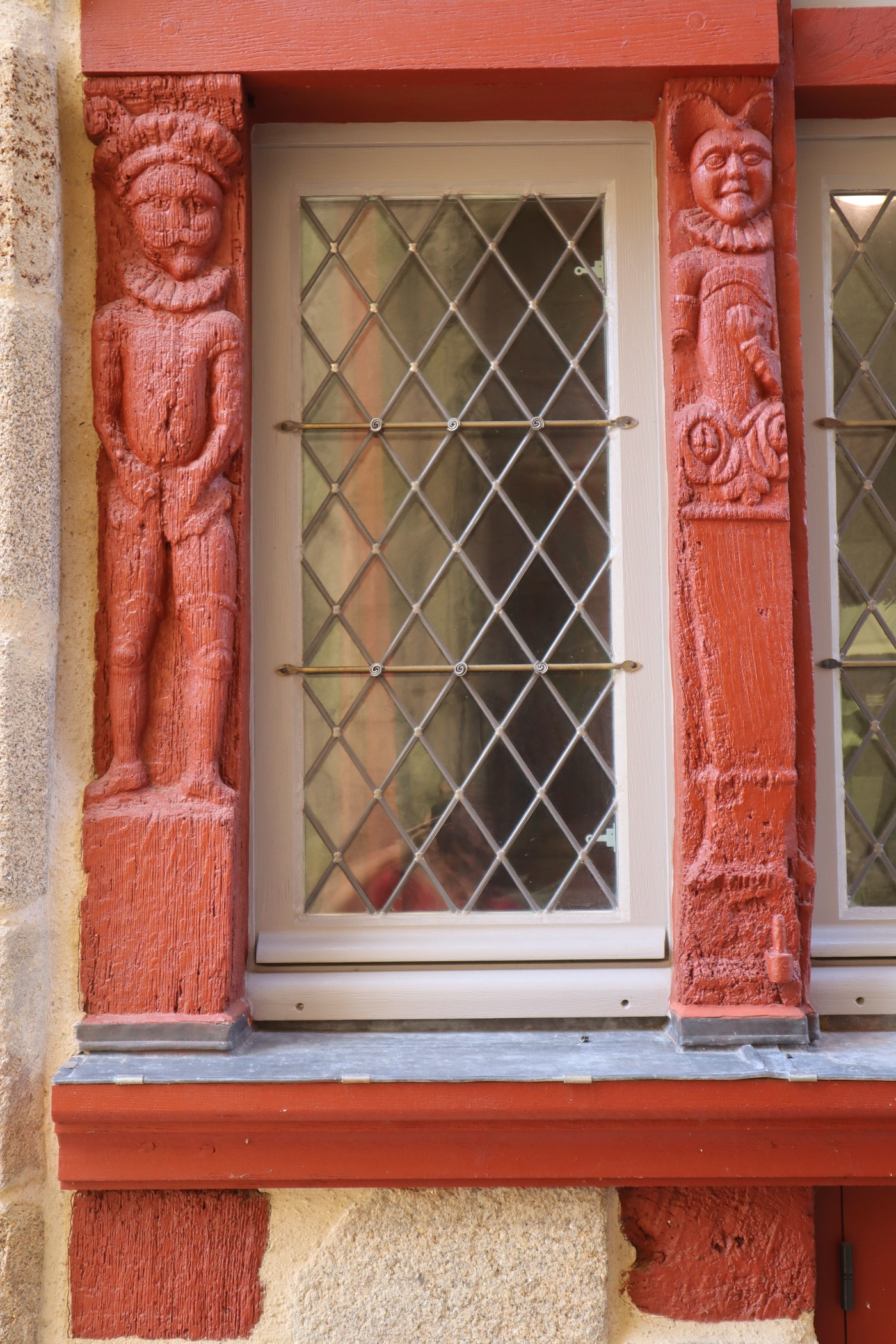
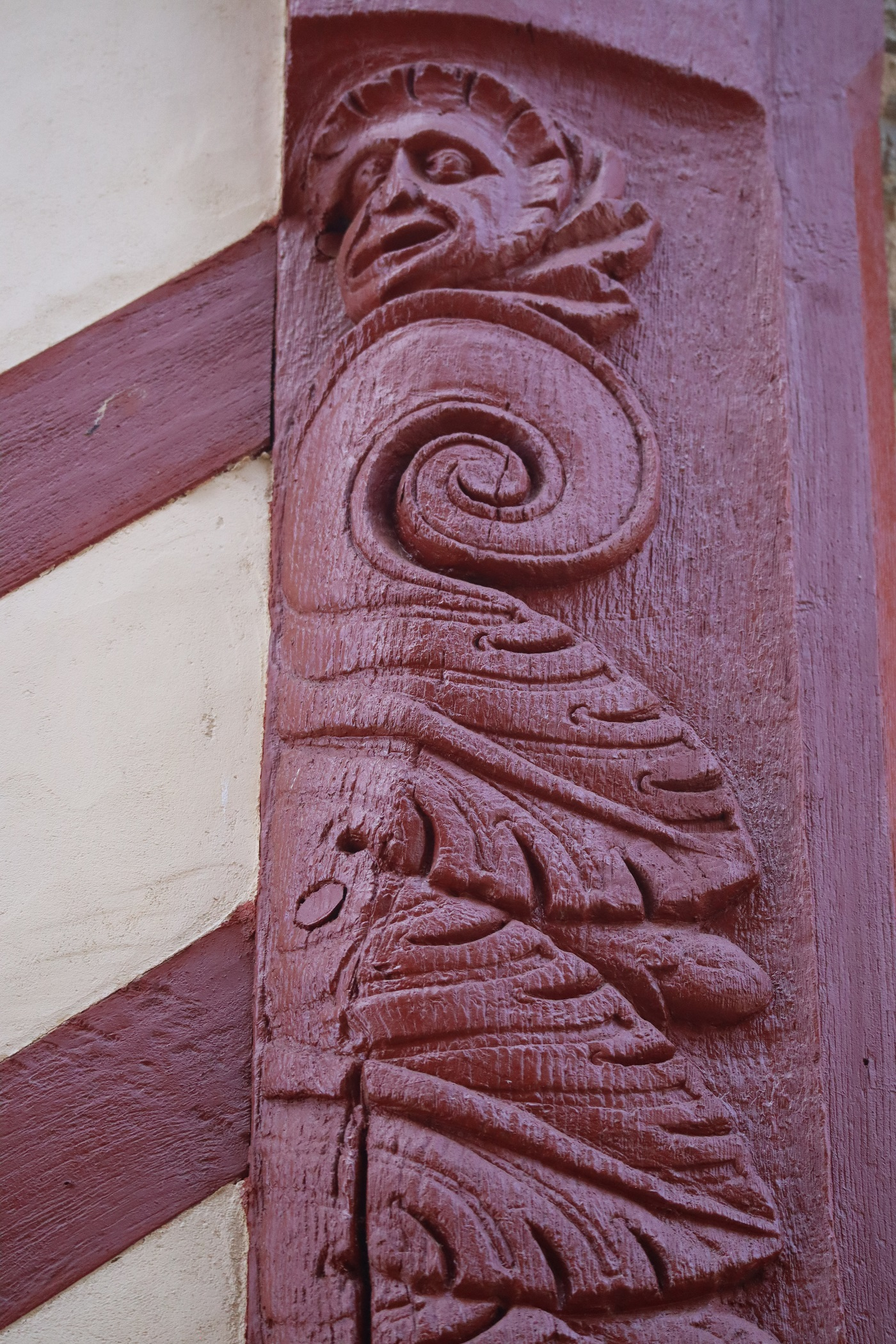
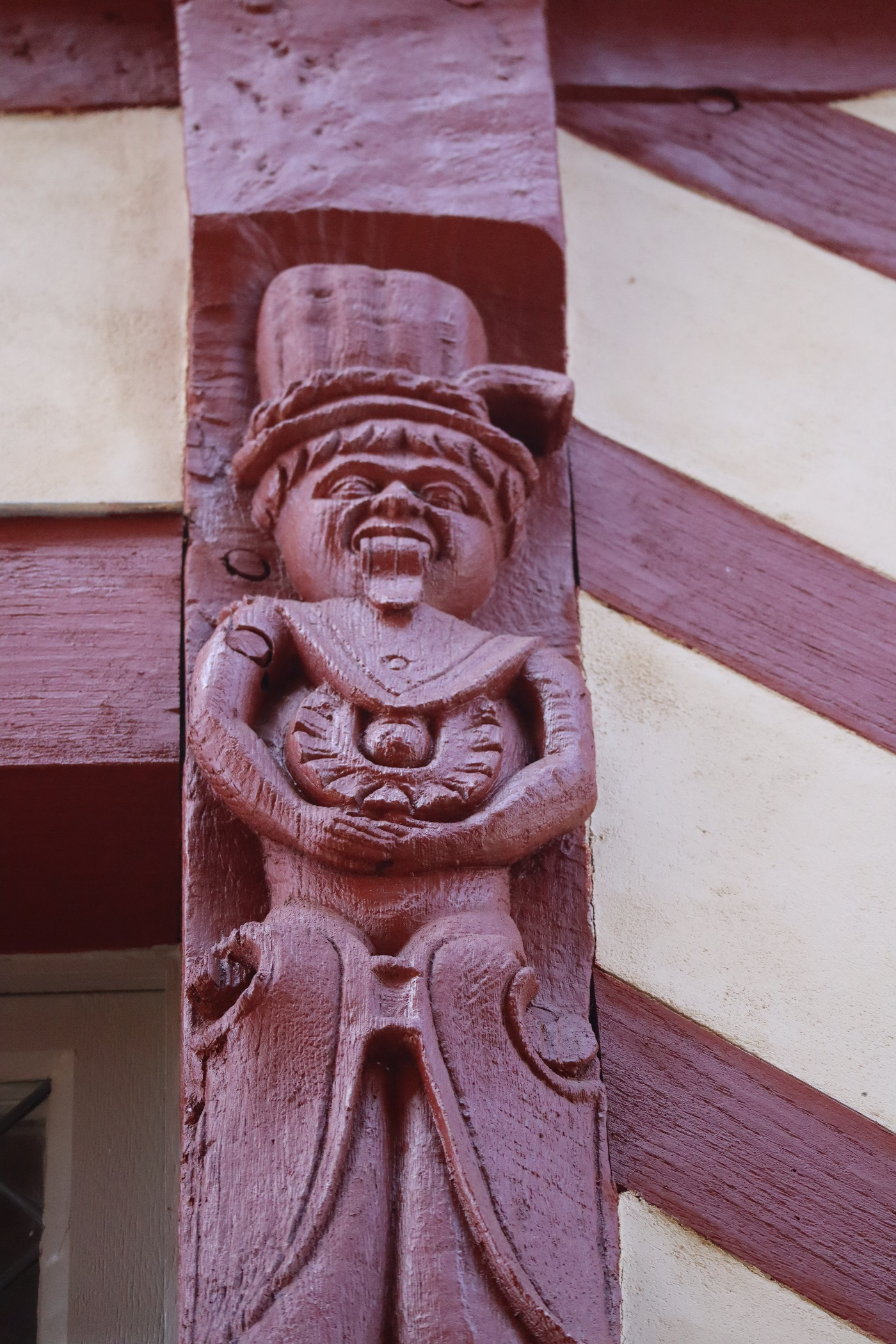
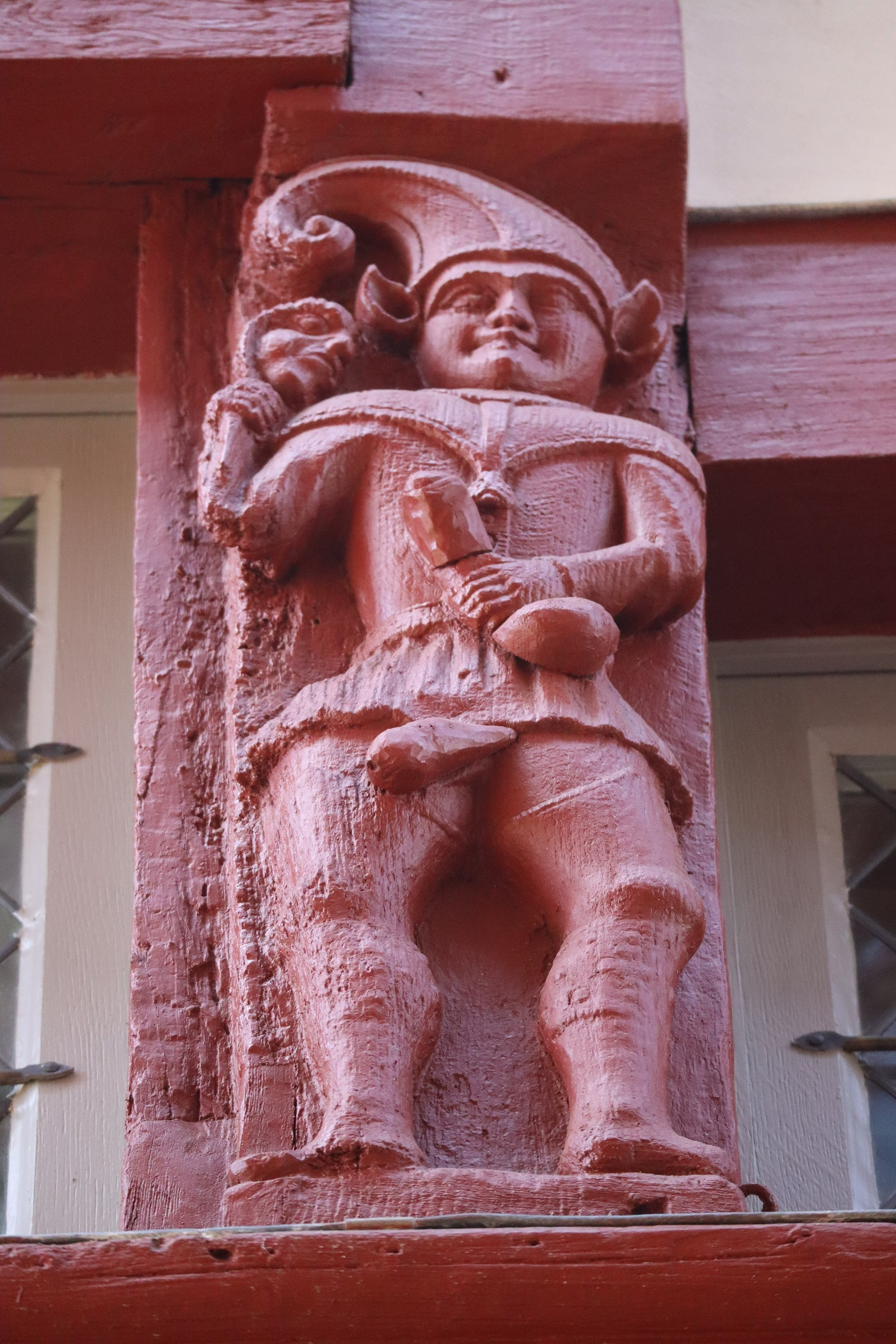
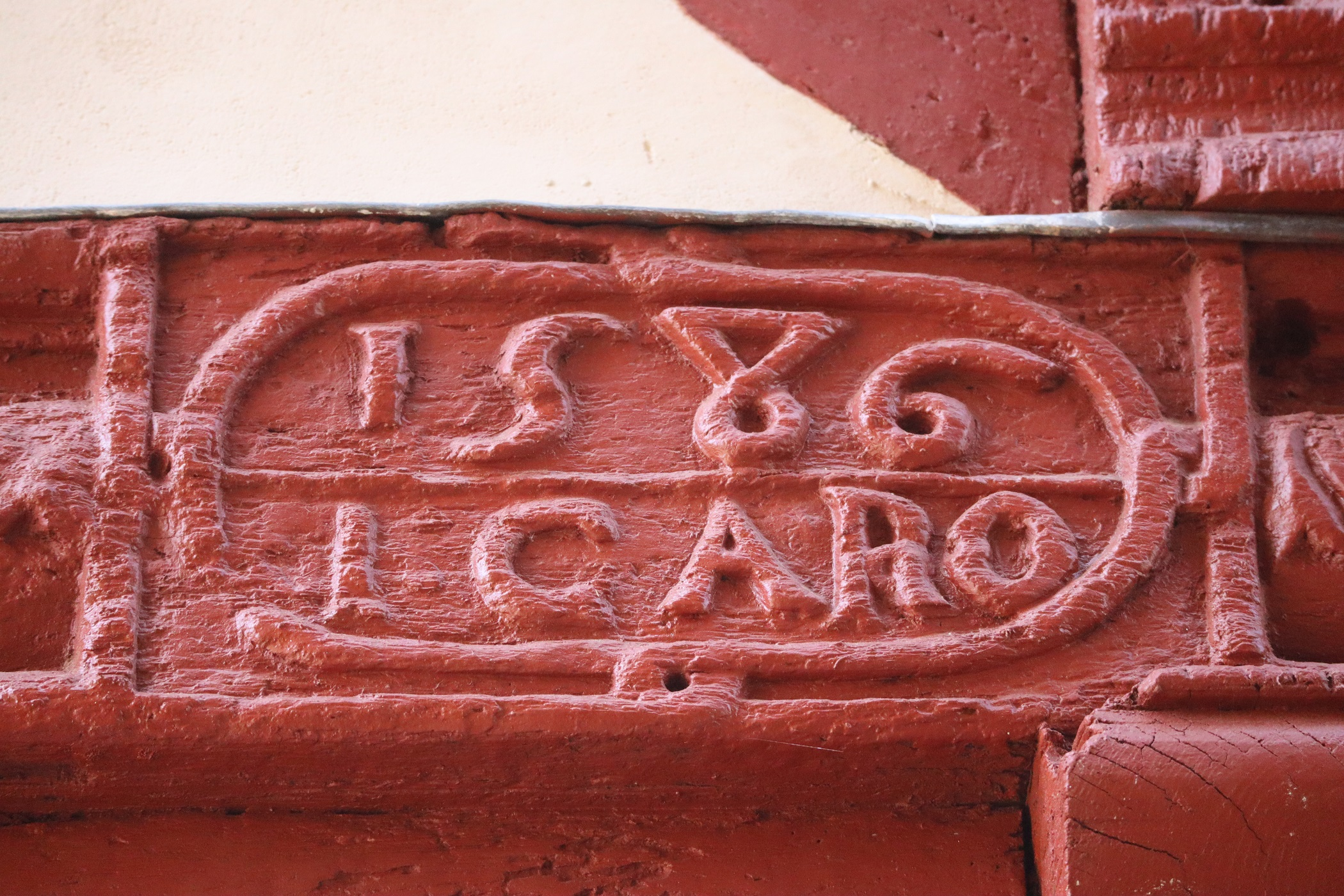
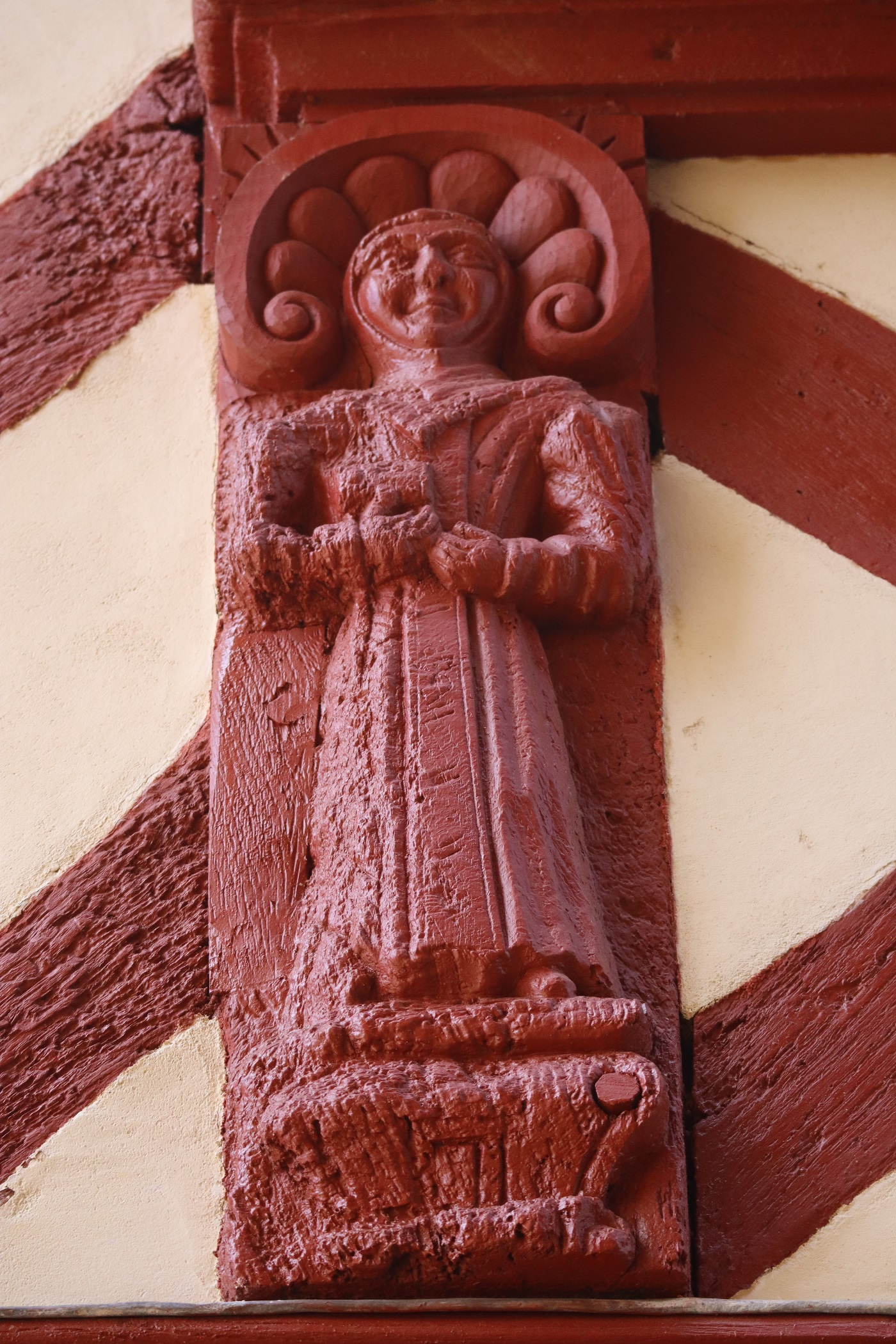
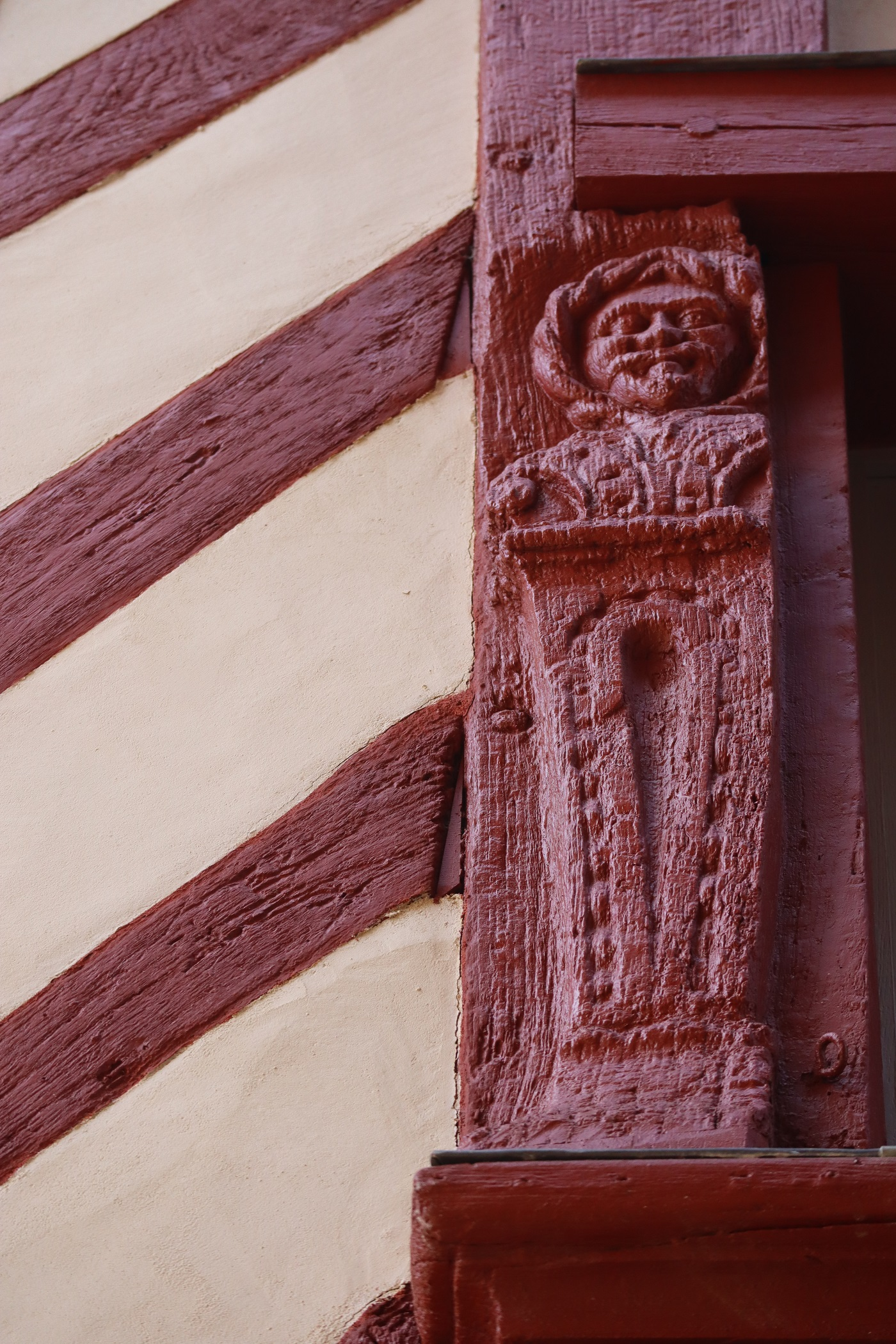
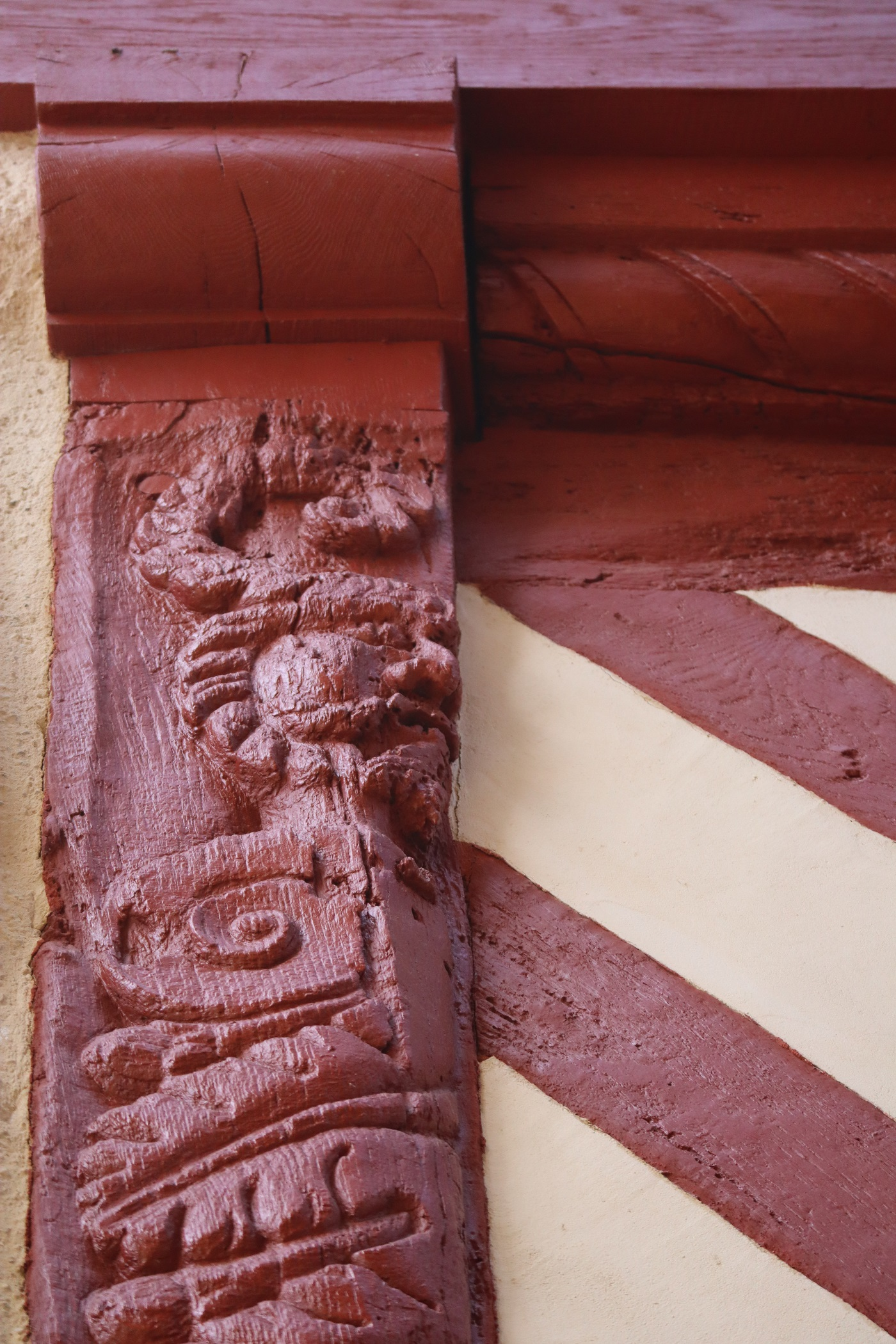